# 南京市梅园中学
南京市梅园中学（又称梅园中学）是南京市的一所普通中学。

## 学校简介
- 1936年建校，前身为国立模范中学及而后的南京市第二女子中学
- 2004年被评为江苏省三星级学校
- 2011年与南京34中合并为玄武高级中学。[1]